# 民主党全国代表大会
民主党全国代表大会（英語：Democratic National Convention）是美国民主党为提名美国总统、副总统候选人所举行的代表大会，自1832年起于每届总统初选期间举办。
1852年起，由民主党全国委员会主办。来自美国各州与地区的民主党代表（包括宣誓代表与超级代表）在大会上投票选出党的总统候选人。与共和党全国代表大会一样，民主党全国代表大会的召开标志着初选结束，大选季正式开始。自20世纪80年代以来，全国代表大会逐渐演变成了获胜候选人正式亮相的活动，因为获胜者在大会召开前就已公布。2020年，由于新冠疫情的影响，两大主要政党以及许多小党派都将传统的现场大会改为虚拟形式。

## 代表人
总统候选人的提名主要由承诺代表（pledged delegates）决定，这些代表通过一系列州级会议和初选选出。承诺代表分为三类：
1. 全州承诺代表（At-large pledged delegates）：在州级别分配和选举。
2. 选区承诺代表（District pledged delegates）：在选区级别（通常是国会选区，但有时也可能是州或领土立法区）分配和选举。[3]
3. 附加承诺代表（Add-on or PLEO pledged delegates）：代表党内领导人和州内当选官员的代表。[2][3]

无承诺超级代表（Unpledged superdelegates）：这些代表的投票不受州会议或初选结果的约束，仅在协调大会（Brokered convention）中发挥作用。这些超级代表也可称为无承诺的PLEO（党内领导人和当选官员）代表。

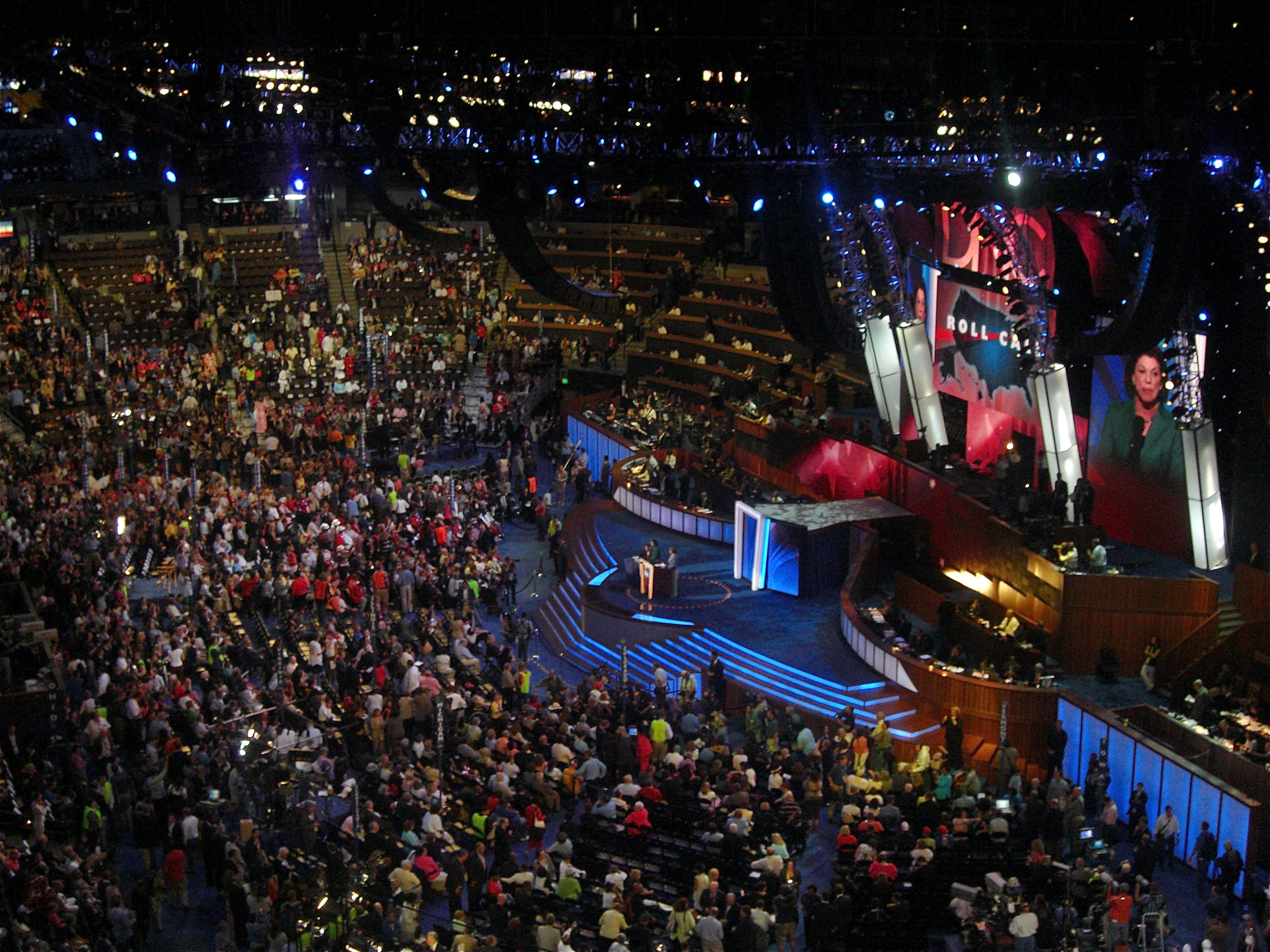
2008年民主党全国代表大会

各州、领土或其他政治区划的民主党全国代表大会代表人数由党在四年一度的《民主党全国代表大会召集令》（Call for the Democratic National Convention）中描述。